# العلم والتكنولوجيا في روسيا

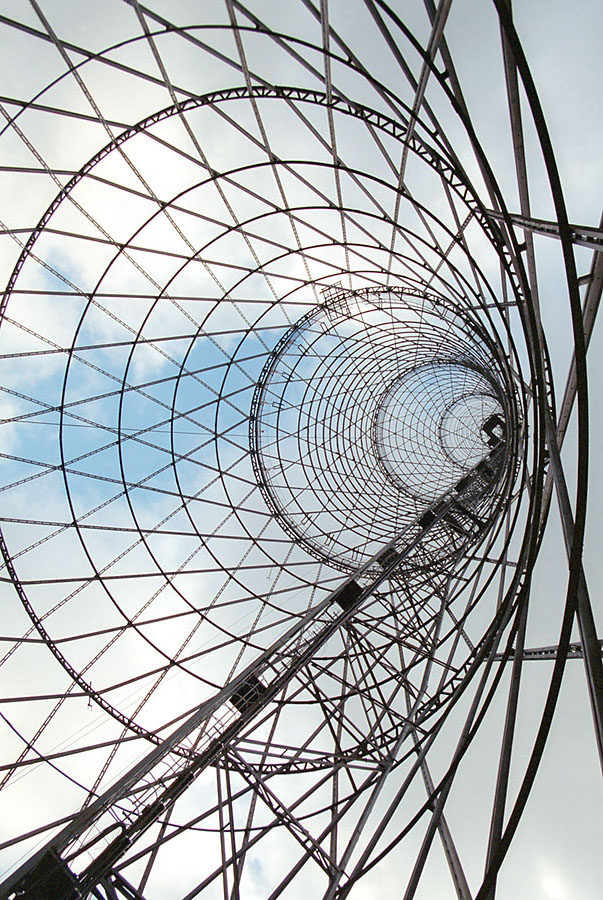
برج شوخوف في موسكو.

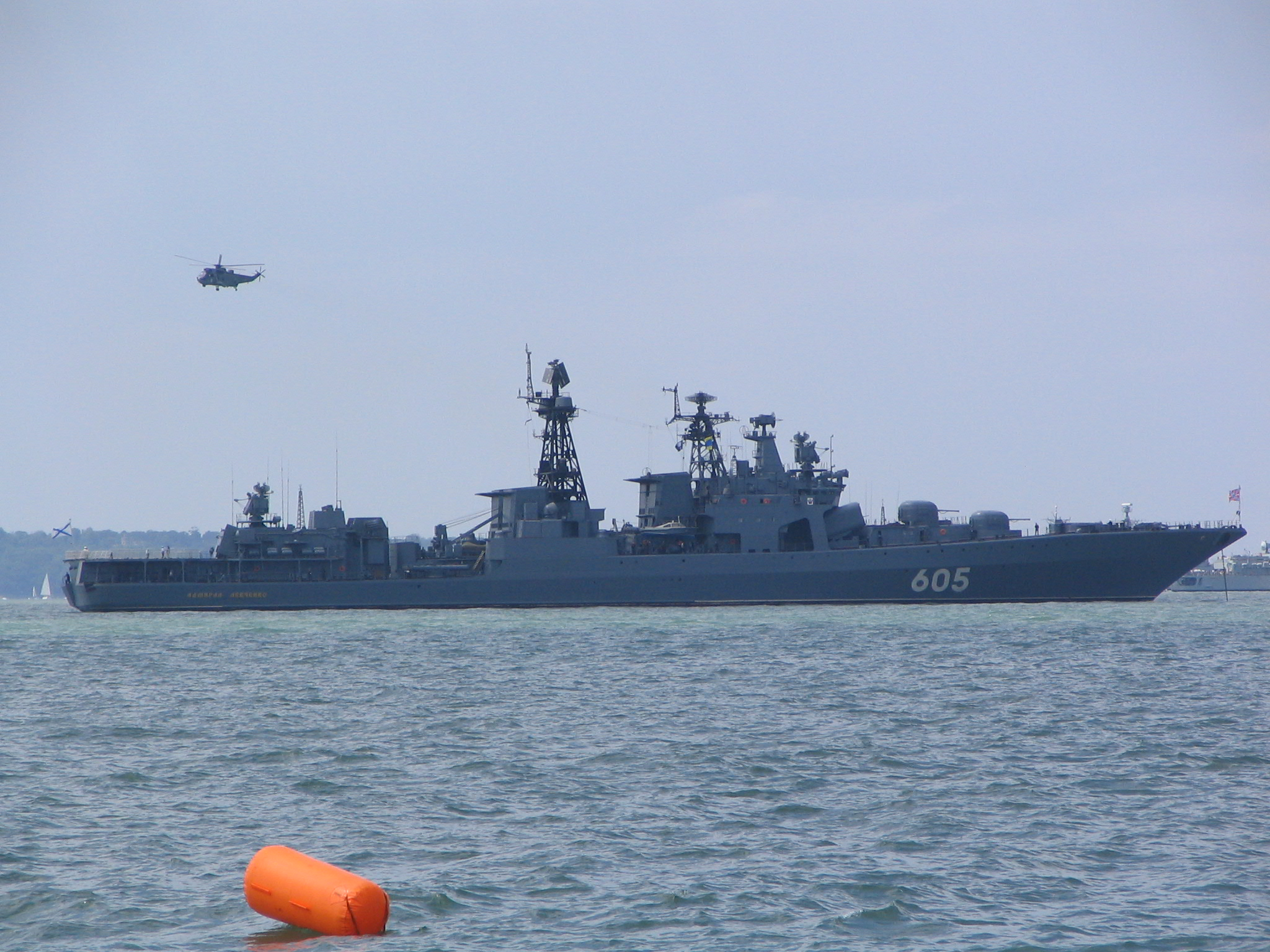
السفينة الروسية المضادة للغواصات الأدميرال فتشنكو في الذكرى المئتين لمعركة معركة طرف الغار

ازدهرت العلوم والتكنولوجيا في روسيا منذ عصر التنوير، عندما أسس بطرس الأكبر الأكاديمية الروسية للعلوم، وجامعة سانت بطرسبورغ، وأنشئ العلاّمة ميخائيل لومونوسوف جامعة موسكو الحكومية، مما مهد طريقًا قويًا للتعلم والابتكار. في القرنين التاسع عشر والعشرين أنجبت البلاد عددًا كبيرًا من العلماء والمخترعين.
تعزى الإنجازات الروسية في مجال تكنولوجيا الفضاء واستكشاف الفضاء مرة أخرى إلى قسطنطين تسيولكوفسكي، فقد ألهمت أعماله الرائدة مهندسي الصواريخ السوفياتية مثل سيرغي كوروليوف وفالنتين غلوشكو وكثيرون غيرهم ممن ساهموا في نجاح برنامج الفضاء السوفيتي في المراحل الأولى من سباق الفضاء وبعده. في عام 1957 تم إطلاق أول الأقمار الاصطناعية التي تدور حول الأرض وكان سبوتنك 1، في عام 1961، تم أطلاق أول رحلة بشرية إلى الفضاء بنجاح من قبل يوري غاغارين،  كما أن روسيا المزود الوحيد لخدمات النقل السياحة الفضائية. في القرن 20 برز عددا من مهندسي الطيران السوفييت، من وحي الأعمال الأساسية لنيكولاي جوكوفسكي، وسيرجي شابلجن، وغيرهم، وصممت العديد من مئات النماذج من الطائرات العسكرية والمدنية، وأسسوا عددا من كيه بي اس (مكاتب البناء) التي تشكل الآن الجزء الأكبر من شركة الطائرات الروسية المتحدة. الدبابات الروسية الشهيرة تشمل T-34، التي كانت أفضل تصميم للدبابات في الحرب العالمية الثانية،  وسلسة دبابات تي; تي-54/تي-55. بنادق طراز إيه كيه-47 وإيه كيه-74 بواسطة ميخائيل كلاشنكوف تشكل النوع الأكثر استخداما من البنادق الهجومية في جميع أنحاء العالم، لدرجة أنه قد تم تصنيع بنادق AK أكثر من أي نوع أخر من البنادق الهجومية الأخرى مجتمعة.
برنامج الفضاء السوفيتي السابق، الذي أسسه سيرجي كوروليوف، كان ناجحا بصفة خاصة. يوم 4 أكتوبر 1957 أطلق الاتحاد السوفييتي أول ساتل (قمر صناعي) وهو سبوتنيك. يوم 12 أبريل 1961 أصبح يوري جاجارين أول إنسان يسافر إلى الفضاء في مركبة الفضاء السوفياتي فوستوك 1. الإنجازات الأخرى لبرنامج الفضاء الروسي ما يلي: الصورة الأولى من الجانب البعيد من القمر واستكشاف كوكب الزهرة والجولة خارج المركبة الأولى من أليكسي ليونوف وأول رحلة فضائية من الإناث فالنتينا تيريشكوفا. وفي الآونة الأخيرة، أصدر الاتحاد السوفياتي في العالم أول محطة فضاء، ساليوت في عام 1986 والتي استعيض عنها بمير، أول محطة مأهولة باستمرار في الفضاء، التي خدمت من 1986 حتي 2001.

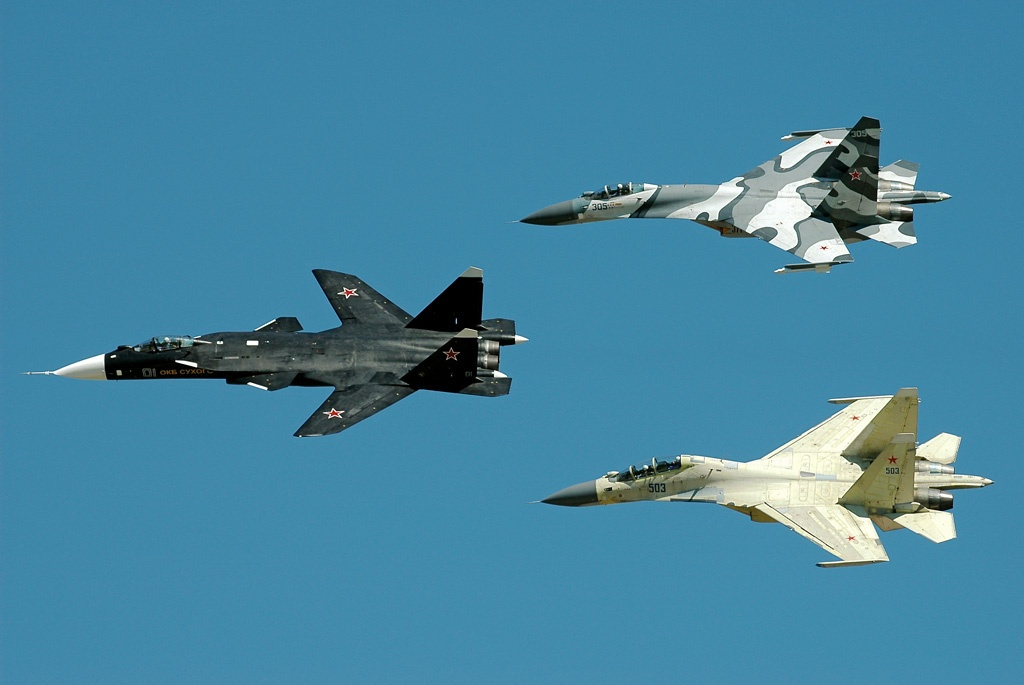
سوخوي سو-47

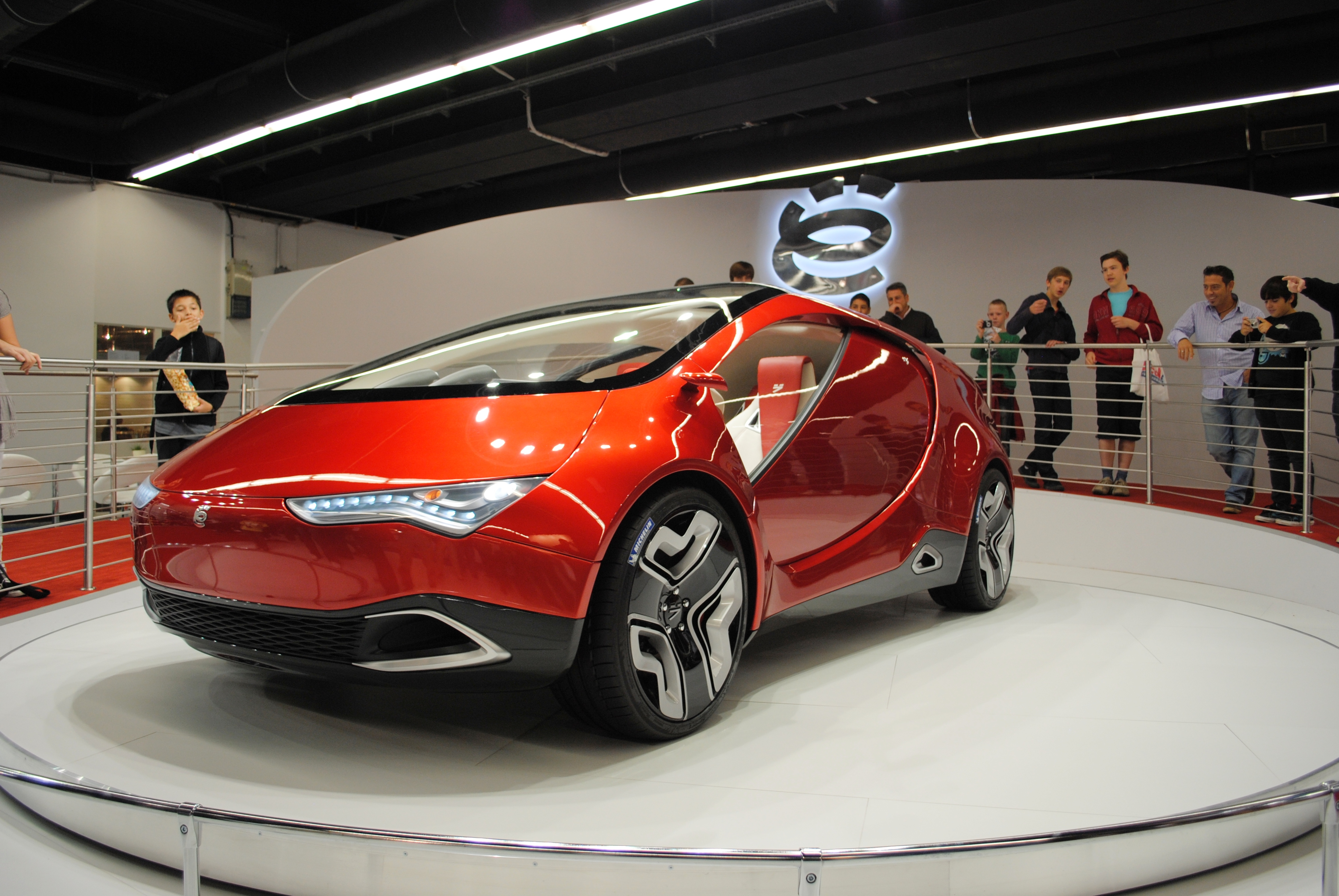
يو-موبيل، السيارة الروسية الجديدة الهجينة العاملة بالكهرباء

مع كل هذه الإنجازات، ولكن منذ أواخر الحقبة السوفياتية كانت روسيا متأخرة عن الغرب في عدد من التكنولوجيات، ومعظمها تلك المتعلقة بالحفاظ على الطاقة، وإنتاج السلع الاستهلاكية. أدت الأزمة من عام 1990 إلى انخفاض حاد في دعم الدولة للعلوم، وهجرة الأدمغة من روسيا. في القرن الواحد والعشرين شهدت البلاد موجة من الازدهار الاقتصادي، فقد تحسن وضع العلوم والتكنولوجيا الروسية، وشنت الحكومة حملة تهدف إلى التحديث والابتكار. الرئيس الروسي ديمتري ميدفيديف وضع أعلى 5 أولويات للتنمية في البلاد التطور التكنولوجي، كفاءة استخدام الطاقة، تكنولوجيا المعلومات (وتشمل تكنولوجيا الفضاء)، الطاقة النووية، والمواد الصيدلانية (الصناعات الدوائية. روسيا حاليا تستكمل منظومة غلوناس للملاحة الفضائية،  فضلا عن تطوير برنامجها الخاص الطائرة المقاتلة من الجيل الخامس  وإنشاء أول محطة نووية محمولة.
حلّت روسيا في المرتبة 51 في مؤشر الابتكار العالمي عام 2023، متراجعة من المركز 45 عام 2021، وتراجعت للمركز 59 في مؤشر عام 2024.

## التاريخ

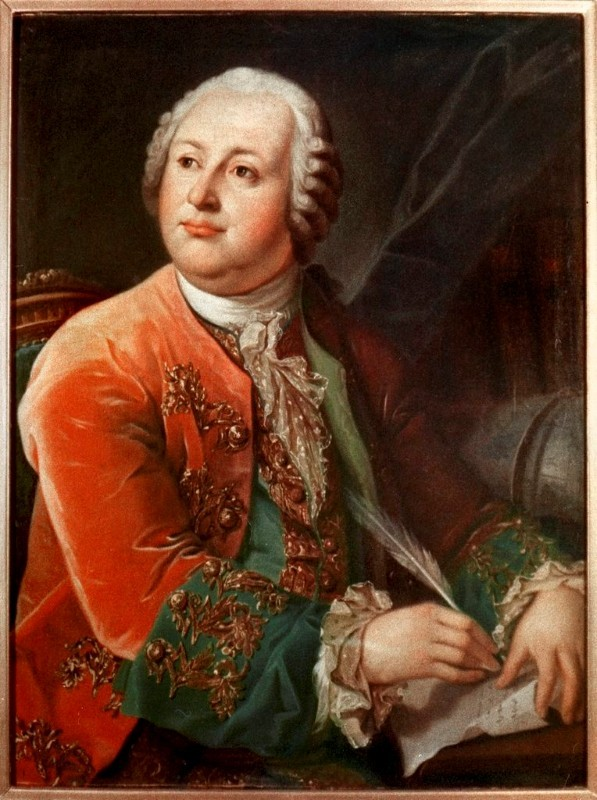
ميخائيل لومونوسوف، موسوعي روسي وعالم ومخترع وشاعر وفنان ومؤسس جامعة موسكو الحكومية.

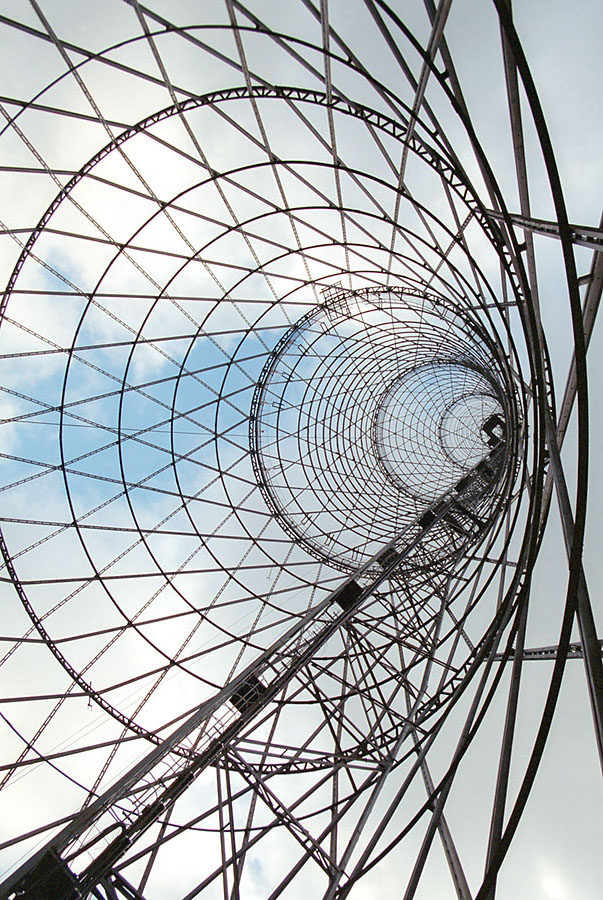
برج شوخوف في موسكو.

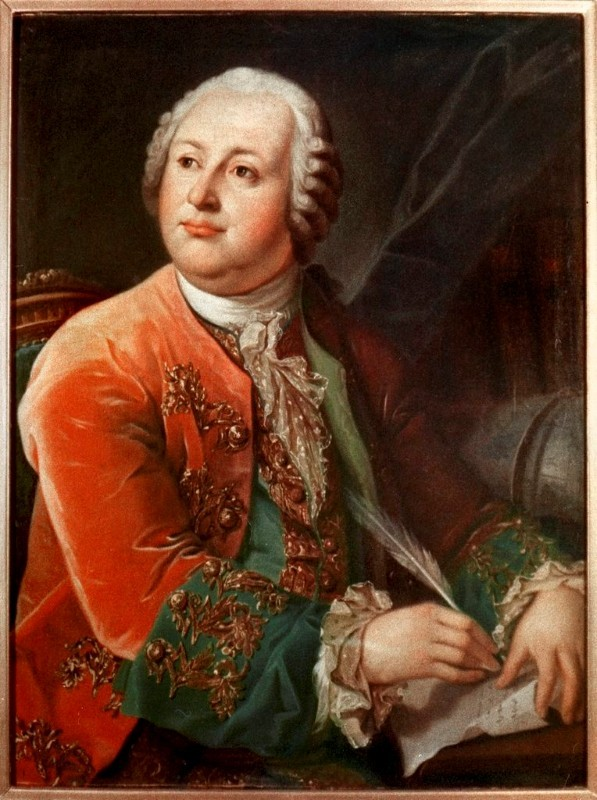
ميخائيل لومونوسوف، علامة روسي وعالم ومخترع وشاعر وفنان ومؤسس جامعة موسكو الحكومية.

## العلم والتعليم

### الفيزياء
تشمل الاكتشافات والاختراعات الروسية في مجال الفيزياء القوس الكهربائي وقانون لنتس والمجموعة الفراغية وعلم البلورات والخلايا الشمسية والتصوير التجسيمي وإشعاع شيرنكوف والمايزر ووالليزر، اللذان شارك في اختراعهما كل من نيكولاي باسوف والكسندر بروخروف وغيرها.
انجبت روسيا عددا من العلماء والباحثيين فاشتهر الكسندر بوبوف باختراعه لأول جهاز استقبال ذبذبات كهرمغناطيسية واطلق عليه اسم «مسجل الرعد» الذي سمي فيما بعد الراديو. برع بيوتر كابيتسا في الفيزياء واكتشف عام 1937 الميوعة الفائقة للهيليوم، وتحصل على جائزة نوبل في الفيزياء على الاختراعات والاكتشافات الأساسية التي قام بها في فيزياء الحرارة المنخفضة. العالمة الروسية في مجال الرياضيات والميكانيك صوفيا كوفاليفسكايا أول امرأة تحصل على لقب بروفيسورة،  وكان العالم السوفيتي فيتالي غينسبورغ أحد مصممي القنبلة الهيدروجينية في الاتحاد السوفيتي والحائز على جائزة نوبل في مجال الفيزياء. ايغور كورتشاتوف مؤسس وأول رئيس لمعهد الطاقة الذرية، المشرف العام للبرنامج العلمي السوفيتي، أحد مؤسسي اتجاه استخدام الطاقة الذرية في الأغراض السلمية، كما أنه اب القنبلة الذرية السوفيتية.

### الرياضيات
في الرياضيات، أنشئ نيكولاي لوباتشيفسكي الهندسية غير الإقليدية لاعبة دورا مهما في الفيزياء المعاصرة.

### الكيمياء

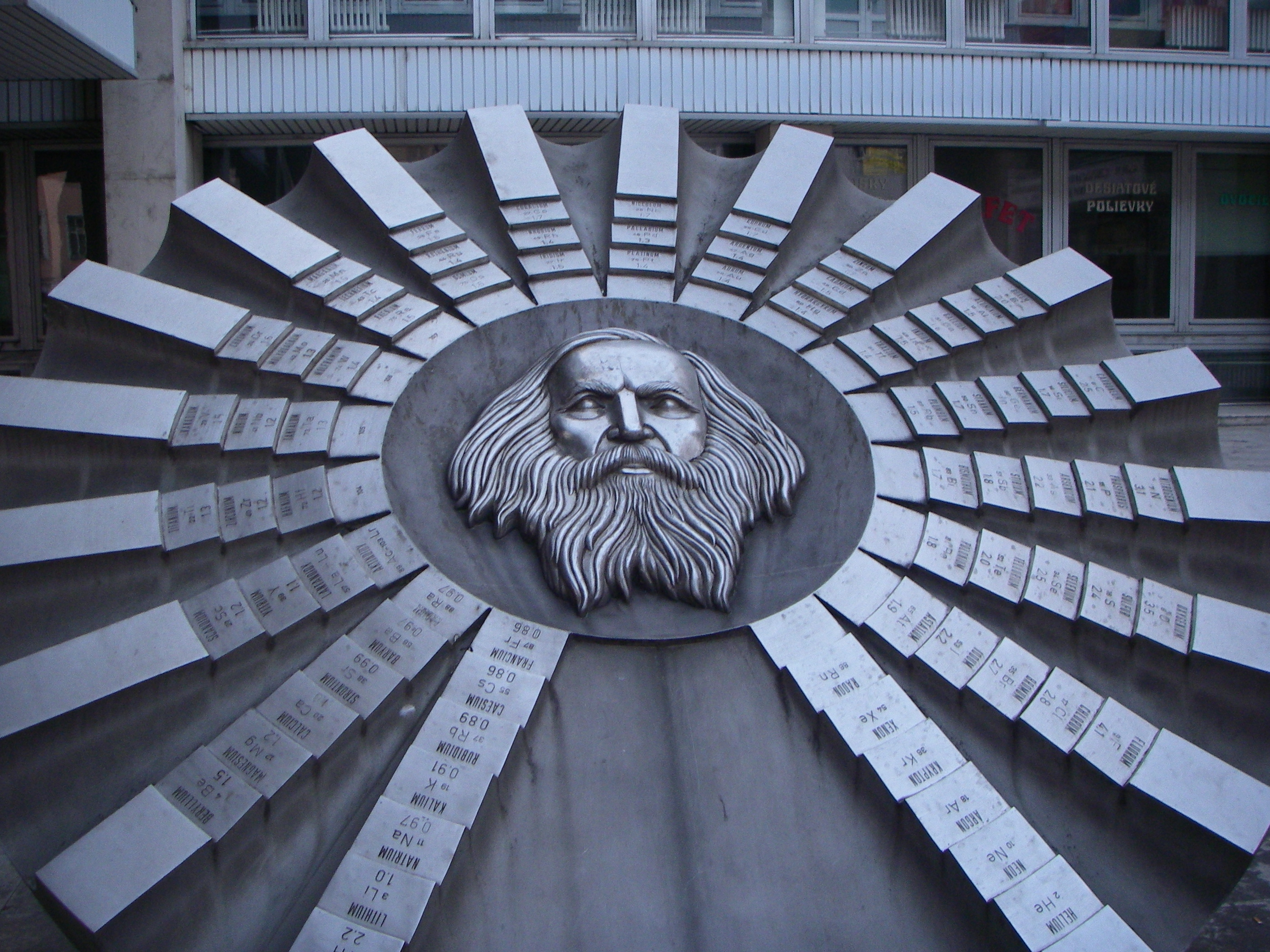
نحت تشريفا لديميتري مندلييف وجدوله الدوري في سلوفاكيا.

حاز دميتري ايفانوفيتش منديلييف على الشهرة في العالم بصفته صاحب الجدول الدوري للعناصر الكيميائية، 

## التكنولوجيا

### الطيران
كان سيرغي فلاديميريفيتش إليوشن مصمم طائرات سوفيتيا بارزا وعضوا في أكاديمية العلوم السوفيتية الحائز على جائزة ستالين.

### الصناعات العسكرية
إلى جانب التطور في العلوم والفضاء، برعت روسيا في صناعة الأسلحة حيث إن منظومات الدفاع الجوي الحديثة تتقدم إلى حد كبير على مثيلاتها الاجنبية، خاصة المجاميع الصاروخية المضادة للجو الروسية من طراز أس - 300 وخاصة إس-400 التي تصنعها شركة الماس- انتاي والتي قد دخلت الخدمة في الجيش الروسي وتتفوق كثيرا من حيث مواصفاتها الفنية التكتيكية على المجاميع الأمريكية من طراز باتريوت. كما تعتبر مواقف روسيا قوية أيضا في سوق المجاميع البحرية المضادة للطائرات. تملك قوات الصواريخ الاستراتيجية الروسية الصواريخ البالستية العابرة القارات الثابتة والمتحركة المزودة بالرؤوس النووية.
روسيا دولة رائدة في صناعة الطائرات حيث تملك طائرات ميل مي-24، 26،28 القاذفة المقاتلة سو-34، المقاتلة الاعتراضية ميغ -31، قاذفة القنابل سو-24، طائرة الكشف الرإداري البعيد  آ-50 وقاذفة القنابل الحاملة للصواريخ توبوليف – 160 (البجعة البيضاء)  والمقاتلة ميغ- 35 وهي مقاتلة الجيل الخامس. لدى روسيا أسلحة قوات بحرية حديثة حيث تملك من الطرادات والمدمرات; فرقاطةالاميرال غورشكوف التي تستخدم لخوض العمليات الحربية في المناطق البحرية القريبة والبعيدة وكذلك في مياه المحيط العالمي. الطراد الذري الثقيل بيوتر فيليكي (بطرس الأكبر) المعتبر من اضخم واحدث السفن الحربية في القوات البحرية الروسية وأقوى السفن الحربية غير الحاملة الطائرات في العالم. وستكون مدمرات مشروع 21956 هي مستقبل الاسطول البحري الحربي الروسي، ويجب أن تحل المدمرات من مشروع 21956 محل مدمرات مشروع سوفريمينني. تضم الألة العسكرية الروسية غواصات من أمثال الغواصة الذرية الاستراتيجية حاملة الصواريخ يوري دولغوروكي، الغواصة الذرية الحاملة الصواريخ دميتري دونسكوي، وغواصة سيفيرودفينسك الذرية الروسية العديمة الصوت التي تعتبر أقل ضجيجا من غواصة سي فولف النووية الأمريكية المتعددة الأغراض. بالإضافة لامتلاك الطراد الثقيل الحامل الطائرات الاميرال كوزنيتسوف المخصص لتدممير الاهداف البحرية الكبرى وحماية التشكيلات البحرية الصديقة من هجوم العدو المحتمل. والمقاتلة البحرية سوخوي -33" سو-27 كا 

### صناعة السيارات
في عام 2010، بدأ العمل على مشروع السيارة الكهربائية الهجينة، وسميت يو-موبيل Yo-mobil، التي سوف ينتج منها اعداد كبيرة.